# Helene Stanley

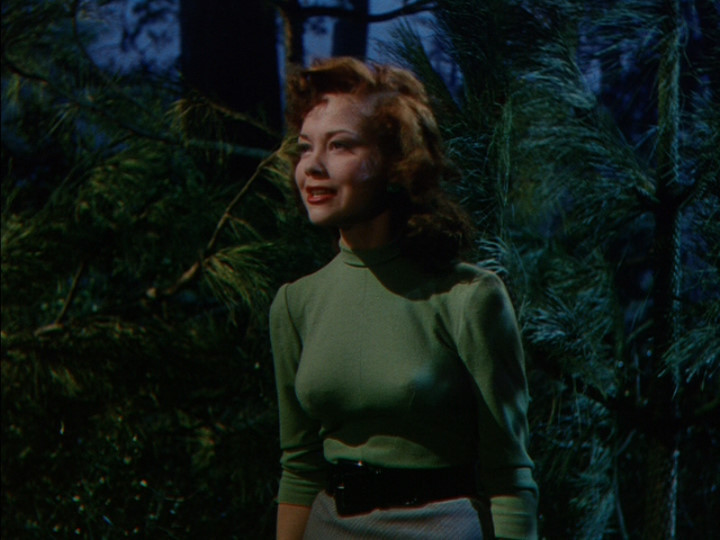
Helene Stanley in im Jahr 1952 erschienenen Film Schnee am Kilimandscharo

Helene Stanley (* 17. Juli 1929 als Dolores Diane Freymouth in Gary, Indiana; † 27. Dezember 1990 in Los Angeles, Kalifornien) war eine US-amerikanische Schauspielerin und Tänzerin.

## Privatleben
Stanley war von 1953 bis 1955 mit dem ehemaligen US-Marine und Gangster Johnny Stompanato (1925–1958, der für Mickey Cohen und dessen Familie arbeitete) verheiratet. Im Jahr 1959 heiratete sie den Zahnarzt David Niemetz und brachte im Jahr 1961 einen Sohn zur Welt. Mit der Geburt ihres Kindes beendete sie ihre Filmkarriere.

## Karriere
Stanley begann ihre Karriere unter dem Künstlernamen Dolores Diane. Ihre Karriere nahm ihren Anfang im Film 1942 erschienenen Girl's Town, wo sie eine Gesangrolle innehatte. Sie trat außerdem in mehreren Filmen mit der Tanzgruppe The Jivin' Jacks and Jills auf. Im weiteren Verlauf ihrer Karriere hatte sie auch Rollen in europäischen Produktionen.
Im Jahr 1946 erhielt sie einen Vertrag bei Metro-Goldwyn-Mayer und begann, den Künstlernamen Helene Stanley zu verwenden. Einer ihrer bemerkenswertesten Auftritte war eine kurze, aber denkwürdige Rolle in The Asphalt Jungle.
Um das Jahr 1948 stand sie bei The Walt Disney Company für die namensgebenden Figuren der Zeichentrickfilme Cinderella und Dornröschen bzw. Aurora Modell. Sie diente auch als Vorlage für die Figur Anita in 101 Dalmatiner.

## Filmografie
- 1942: Girls' Town
- 1943: Hi, Buddy
- 1943: Moonlight in Vermont
- 1945: Patrick the Great (uncredited)
- 1945: Flitterwochen zu dritt (Thrill of a Romance)
- 1946: Ball in der Botschaft (Holiday in Mexico)
- 1947: Brick Bradford
- 1948: My Dear Secretary
- 1949: Der Mann, der zu Weihnachten kam (Mr. Soft Touch, uncredited)
- 1949: Bandit King of Texas
- 1949: Der Mann, der herrschen wollte (All the King’s Men, uncredited)
- 1950: Cinderella (Modell)
- 1950: Die Männerfeindin (A Women in Distinction, uncredited)
- 1950: Asphalt-Dschungel (The Asphalt Jungle, uncredited)
- 1952: Kurier nach Triest (Diplomatic Courier)
- 1952: Wait till the Sun Shines, Nellie
- 1952: Wir sind gar nicht verheiratet (We're Not Married!, uncredited)
- 1952: Casanova wider Willen (Dreamboat)
- 1952: The Snows of Kilimanjaro
- 1953: Roar of the Crowd
- 1953: Einmal kehr’ ich wieder
- 1954: Carnival Story
- 1954: Rummelplatz der Liebe
- 1955: Davy Crockett, King of the Wild Frontier
- 1955: Dial Red O
- 1959: Sleeping Beauty (Aurora, Modell)
- 1959: Perry Mason The Case of the Foot-Loose Doll
- 1961: 101 Dalmatiner (One Hundred and One Dalmatians, Anita, Modell)